# Biossido di afnio
Il biossido di afnio è un composto chimico avente formula bruta HfO2. Si presenta come una polvere bianca e ha caratteristiche anfotere.
Si ottiene dai minerali di zirconio, a cui è sempre associato. È il composto più importante dell'afnio, presenta un punto di fusione di circa 2800 °C e per questo motivo viene utilizzato come componente nella preparazione di smalti estremamente refrattari e nella produzione di filamenti per lampade di tipo MH e HPS. In passato è stato impiegato come componente nella produzione di barre moderatrici per reattori nucleari.

## Microelettronica
Nel tempo ha preso il posto dell'ossido di silicio come dielettrico utilizzato per realizzare il gate dei transistor MOSFET nei processi di realizzazione di circuiti integrati. Negli anni, aumentando lo scaling dei dispositivi, c'è stata necessità di scalare i valori delle costanti elettriche (correnti e tensioni) di un pari valore, per mantenere costanti i campi elettrici ed evitare che si formassero giunzioni di break-down. 
La corrente di saturazione del drain, IDsat risulta direttamente proporzionale alla capacità dell'ossido di gate Cox, per questo al diminuire delle dimensioni si è cercato di aumentare la capacità per non far diminuire troppo la corrente e per farlo si è diminuito lo spessore dell'ossido, tox il quale è inversamente proporzionale alla capacità e quindi a una sua diminuzione corrisponde un aumento della capacità dell'ossido. 
{\displaystyle I_{D_{sat}}\varpropto C_{ox}}
{\displaystyle C_{ox}\varpropto (k\cdot \epsilon _{0})/t_{ox}}
{\displaystyle \epsilon _{0}}{\displaystyle =8,854\cdot 10^{-12}\,\mathrm {\frac {C^{2}}{N\cdot m^{2}}} }, è la costante dielettrica del vuoto.
Il problema è sorto quanto si è arrivati ad avere degli spessori molto sottili che inducevano una corrente di tunnel dal canale verso il gate non più trascurabili; per questo si è deciso di rimpiazzare l'ossido di silicio con un materiale che avesse una costante dielettrica maggiore, al costo di un minore bandgap (idealmente vorremmo materiali con alto bandgap e alta costante dielettrica, ma non esistono materiali del genere). La scelta è caduta proprio sul biossido di afnio, che consente di avere una costante dielettrica k pari a 25 e un bandgap di 5,8 eV (l'ossido di silicio ha una k di 3,9 e bangap 9 eV). Così facendo è possibile fare ossidi più spessi per limitare la corrente di tunnel, e comunque non diminuire la corrente di drain. Per la prima volta venne utilizzato da Intel nella tecnologia a 45 nm.
Questo composto ha diversi vantaggi oltre all'alto k, tra cui una buona stabilità chimica e in temperatura, la non reattività col silicio e una bassa densità di stati interfacciali col silicio stesso che potrebbero costituire delle trappole per i portatori di carica ed andare ad alterare la tensione di soglia del mosfet.
Questo ossido viene deposto mediante la tecnica della Atomic Layer Deposition (ALD), che è una sottoclasse della CVD con la differenza che si ha un controllo molto stringente sui reagenti. Viene fatta inserendo prima un precursore dell'afnio, solitamente cloruro di afnio {\displaystyle {\ce {HfCl4}}}, che si va a depositare sulla fetta di silicio, e successivamente un ossidante (acqua o ossigeno) che reagisce con il cloruro di afnio per formare il biossido di afnio, il tutto all'interno di una camera di reazione. Questa tecnica consente di controllare con grande accuratezza lo spessore del film che stiamo accrescendo e permette di avere una grande qualità del film.